# (100215) 1994 PV5
(100215) 1994 PV5 es un asteroide perteneciente al cinturón de asteroides, descubierto el 10 de agosto de 1994 por Eric Walter Elst desde el Observatorio de La Silla, Chile.

## Designación y nombre
Designado provisionalmente como 1994 PV5.

## Características orbitales
1994 PV5 está situado a una distancia media del Sol de 3,053 ua, pudiendo alejarse hasta 3,397 ua y acercarse hasta 2,709 ua. Su excentricidad es 0,112 y la inclinación orbital 1,284 grados. Emplea 1949 días en completar una órbita alrededor del Sol.

## Características físicas
La magnitud absoluta de 1994 PV5 es 14,9. Tiene 3,441 km de diámetro y su albedo se estima en 0,197.